# Juan Aguilar Catena
Juan Aguilar y Catena (Úbeda, 24 de noviembre de 1888-Madrid, 6 de julio de 1965), más conocido como J. Aguilar Catena y bajo su pseudónimo Oliverio Mon, fue un secretario ministerial, periodista y popular escritor español de más de 40 novelas y cuentos de diversos géneros entre 1914 y 1945.

## Biografía

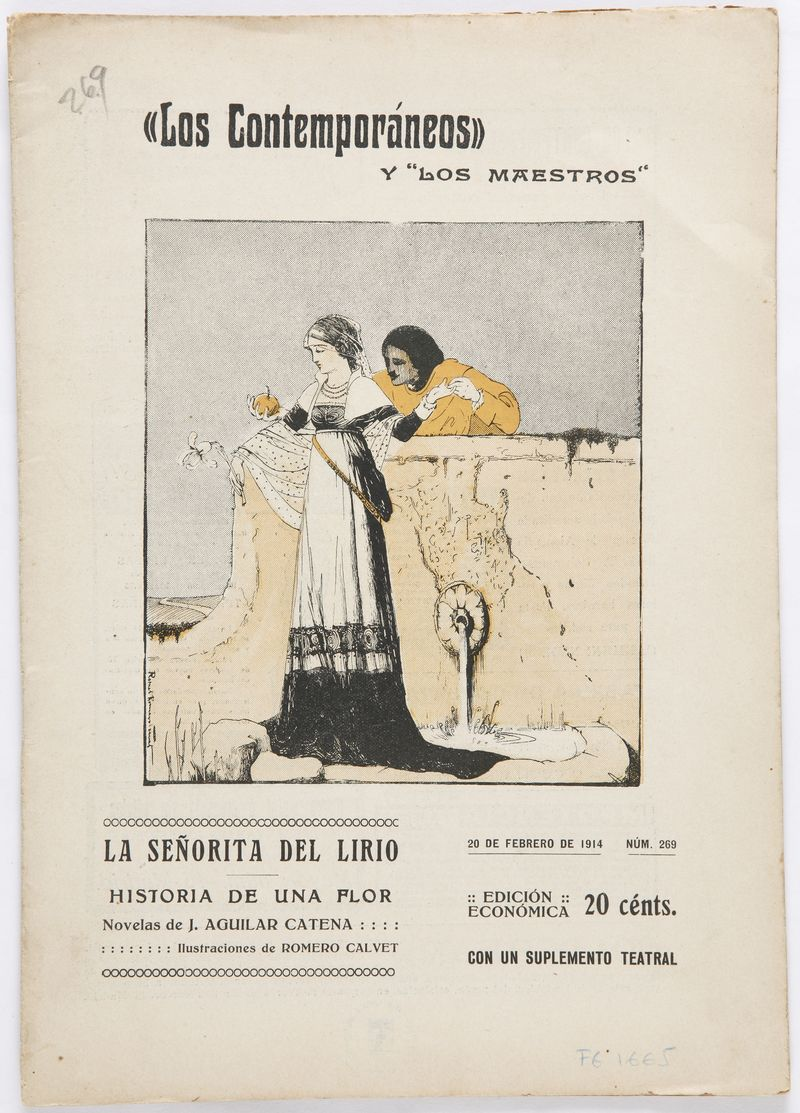
La señorita del lirio, publicada en el número 269 de Los Contemporáneos (20 de febrero de 1914), ilustración de Romero Calvet.

Juan Aguilar y Catena nació el 24 de noviembre de 1888 en Úbeda, en la provincia de Jaén. Estudió en los Escolapios de Úbeda, antes de trasladarse a Baeza para completar el Bachillerato.
En su ciudad natal comenzó su carrera periodística colaborando en los periódicos El Imparcial y El Eco de la Loma, en este último publicó sus primeros relatos. En 1904 se trasladó a Madrid, donde continuó dedicándose al periodismo en diferentes periódicos, como La Correspondencia, La Ilustración Española y Americana, La Acción, La Nación, Blanco y Negro y Los Contemporáneos donde publicó muchas de sus novelas como J. Aguilar Catena. Escribió principalmente novelas de género "rosa" y cuentos infantiles, obras costumbristas románticas de gran colorismo y vivacidad en sus descripciones, usando a veces el seudónimo Oliverio Mon. Sus novelas El artificio rueda y El quiñón fueron ganadoras del Premio Juana y Rosa Quintiana. Como muchos novelistas populares de su época algunas de sus novelas fueron adaptadas al teatro, como El tío Quico, una comedia rural, adaptada en colaboración con Carlos Arniches o Un soltero difícil adaptada en colaboración con Valentín de Pedro.
Fue secretario de varios ministros, como Segismundo Moret, Eduardo Cobián, Tirso Rodríguez, Félix Suárez Inclán, Juan Navarro Reverter o Santiago Alba Bonifaz, además de subdirector del Timbre y director gerente de la Oficina Filatélica del Estado. Por sus méritos fue acreedor de la Encomienda de Número de la Orden del Mérito Civil de España.
Jubilado, falleció a los setenta y seis años de edad el 6 de julio de 1965 en Madrid. En su localidad natal una calle lleva su nombre.

### Como J. Aguilar Catena[2]
- La señorita del lirio: Historia de una flor	(1914)
- El camino de los otros	(1916)
- Las sendas propias	(1917)
- De jardín a jardín	(1918)
- Los enigmas de María Luz: Confesiones íntimas de una mujer	(1919)
- Los ojos sedientos	(1919)
- Ramón se justifica	(1920)
- El artificio rueda	(1921)
- El quiñon	(1922)
- Herida en el vuelo	(1922)
- La conquista de la libertad	(1922)
- Para entrar en el Paraíso	(1922)
- Disciplinas de amor	(1923)
- Sencillamente	(1923)
- Nuestro amigo Juan	(1924)
- Próspero: Narraciones del Doctor Simplón para niños	(1924)
- El tío Quico: Comedia rural en tres actos	(1925)[3]
- La ternura infinita	(1926)
- Reguero de luz	(1927)
- Un soltero difícil	(1927)
- ¡Va todo!	(1929)
- Dos noches	(1930)
- La boda de Claudio	(1931)
- Mozas de mayo	(1931)
- Un Pepe corriente	(1931)
- La curiosidad desvelada	(1933)
- La novia del alma	(1935)
- La dicha en el aire	(1936)
- Un suave acento de amor	(1938)
- ¡Elija usted papá!	(1939)
- ¡Lo que yo haría!	(1940)
- El valor es, según… y otros originales	(1940)
- Hubo un payaso que lloró una vez…	(1940)
- Lo mejor de la Minilla	(1940)
- Teara	(1940)
- Cuentos de miente que miente...	(1942)
- Ronroneos y arañazos: Ternezas y diatribas sobre el amor y las mujeres	(1942)
- Trajineras	(1942)
- Un cariño al cuatro por ciento	(1945)

### Como Oliverio Mon[4]
- Un santito de dulce	(1931)
- Úrsula, examíname	(1932)
- ¡Ahí va ese niño!	(1933)
- Los competidores de la muerte	(1934)